# Carlotta Sofia di Sassonia-Coburgo-Saalfeld
Carlotta Sofia di Sassonia-Coburgo-Saalfeld (Coburgo, 24 settembre 1731 – Schwerin, 2 agosto 1810) fu una principessa di Sassonia-Coburgo-Saalfeld e, per matrimonio, Principessa Ereditaria di Meclemburgo-Schwerin.

## Biografia

### Infanzia
Carlotta Sofia era la più anziana delle figlie del Duca Francesco Giosea di Sassonia-Coburgo-Saalfeld (1697–1764) e di sua moglie, Anna Sofia di Schwarzburg-Rudolstadt (1700–1780).

### Matrimonio
Il 13 maggio 1755 sposò, a Schwerin il Principe Ereditario Luigi di Meclemburgo-Schwerin (1725–1778). Durante il suo viaggio verso Schwerin venne accompagnata da suo fratello Federico Giosia. Il matrimonio venne descritto come felice tanto che Carlotta Sofia, rimasta vedova, venne trattata con stima e rispetto. Carlotta Sofia fu promotrice e fautrice, insieme al marito, delle arti.

### Morte
Carlotta Sofia è sepolta nella Schelfkirche di Schwerin.

## Discendenza
Dal matrimonio con Luigi nacquero due figli:
- Federico Francesco I (1756–1837), Granduca di Meclemburgo-Schwerin, sposò nel 1775 la Principessa Luisa di Sassonia-Gotha-Altenburg (1756–1808);
- Sofia Federica (1758–1794), sposò nel 1774 Principe Ereditario Federico di Danimarca (1753–1805).

## Ascendenza
|                                               |                                           |                                           | Genitori                               |  |  | Nonni |  |  | Bisnonni                              |  |  | Trisnonni                      |  |
|                                               |                                           |                                           |                                        |  |  |       |  |  | Ernesto I di Sassonia-Gotha-Altenburg |  |  | Giovanni II di Sassonia-Weimar |  |
|                                               |                                           |                                           |                                        |  |  |       |  |  | Ernesto I di Sassonia-Gotha-Altenburg |  |  | Giovanni II di Sassonia-Weimar |  |
|                                               |                                           | Dorotea Maria di Anhalt                   |                                        |  |  |       |  |  | Ernesto I di Sassonia-Gotha-Altenburg |  |  |                                |  |
| Giovanni Ernesto di Sassonia-Coburgo-Saalfeld |                                           |                                           |                                        |  |  |       |  |  | Ernesto I di Sassonia-Gotha-Altenburg |  |  |                                |  |
|                                               |                                           | Elisabetta Sofia di Sassonia-Altenburg    | Giovanni Filippo di Sassonia-Altenburg |  |  |       |  |  |                                       |  |  |                                |  |
|                                               |                                           | Elisabetta Sofia di Sassonia-Altenburg    | Giovanni Filippo di Sassonia-Altenburg |  |  |       |  |  |                                       |  |  |                                |  |
|                                               |                                           | Elisabetta Sofia di Sassonia-Altenburg    | Elisabetta di Brunswick-Wolfenbüttel   |  |  |       |  |  |                                       |  |  |                                |  |
| Francesco Giosea di Sassonia-Coburgo-Saalfeld |                                           | Elisabetta Sofia di Sassonia-Altenburg    |                                        |  |  |       |  |  |                                       |  |  |                                |  |
|                                               |                                           | Giosia II di Waldeck-Wildungen            | Filippo VII di Waldeck-Wildungen       |  |  |       |  |  |                                       |  |  |                                |  |
|                                               |                                           | Giosia II di Waldeck-Wildungen            | Filippo VII di Waldeck-Wildungen       |  |  |       |  |  |                                       |  |  |                                |  |
|                                               |                                           | Giosia II di Waldeck-Wildungen            | Anna Caterina di Sayn-Wittgenstein     |  |  |       |  |  |                                       |  |  |                                |  |
| Carlotta Giovanna di Waldeck-Wildungen        |                                           | Giosia II di Waldeck-Wildungen            |                                        |  |  |       |  |  |                                       |  |  |                                |  |
|                                               |                                           | Guglielmina Cristina di Nassau-Siegen     | Guglielmo di Nassau-Hilchenbach        |  |  |       |  |  |                                       |  |  |                                |  |
|                                               |                                           | Guglielmina Cristina di Nassau-Siegen     | Guglielmo di Nassau-Hilchenbach        |  |  |       |  |  |                                       |  |  |                                |  |
|                                               |                                           | Guglielmina Cristina di Nassau-Siegen     | Cristina di Erbach                     |  |  |       |  |  |                                       |  |  |                                |  |
| Carlotta Sofia di Sassonia-Coburgo-Saalfeld   |                                           | Guglielmina Cristina di Nassau-Siegen     |                                        |  |  |       |  |  |                                       |  |  |                                |  |
|                                               | Alberto Antonio di Schwarzburg-Rudolstadt | Luigi Günther I di Schwarzburg-Rudolstadt |                                        |  |  |       |  |  |                                       |  |  |                                |  |
|                                               | Alberto Antonio di Schwarzburg-Rudolstadt | Luigi Günther I di Schwarzburg-Rudolstadt |                                        |  |  |       |  |  |                                       |  |  |                                |  |
|                                               | Alberto Antonio di Schwarzburg-Rudolstadt | Emilia di Oldenburg                       |                                        |  |  |       |  |  |                                       |  |  |                                |  |
| Luigi Federico I di Schwarzburg-Rudolstadt    | Alberto Antonio di Schwarzburg-Rudolstadt |                                           |                                        |  |  |       |  |  |                                       |  |  |                                |  |
|                                               |                                           | Emilia Giuliana di Barby-Mühlingen        | Alberto Federico di Barby-Mühlingen    |  |  |       |  |  |                                       |  |  |                                |  |
|                                               |                                           | Emilia Giuliana di Barby-Mühlingen        | Alberto Federico di Barby-Mühlingen    |  |  |       |  |  |                                       |  |  |                                |  |
|                                               |                                           | Emilia Giuliana di Barby-Mühlingen        | Sofia Ursula di Oldenburg-Delmenhorst  |  |  |       |  |  |                                       |  |  |                                |  |
| Anna Sofia di Schwarzburg-Rudolstadt          |                                           | Emilia Giuliana di Barby-Mühlingen        |                                        |  |  |       |  |  |                                       |  |  |                                |  |
|                                               |                                           | Federico I di Sassonia-Gotha-Altenburg    | Ernesto I di Sassonia-Gotha-Altenburg  |  |  |       |  |  |                                       |  |  |                                |  |
|                                               |                                           | Federico I di Sassonia-Gotha-Altenburg    | Ernesto I di Sassonia-Gotha-Altenburg  |  |  |       |  |  |                                       |  |  |                                |  |
|                                               |                                           | Federico I di Sassonia-Gotha-Altenburg    | Elisabetta Sofia di Sassonia-Altenburg |  |  |       |  |  |                                       |  |  |                                |  |
| Anna Sofia di Sassonia-Gotha-Altenburg        |                                           | Federico I di Sassonia-Gotha-Altenburg    |                                        |  |  |       |  |  |                                       |  |  |                                |  |
|                                               |                                           | Maddalena Sibilla di Sassonia-Weissenfels | Augusto di Sassonia-Weissenfels        |  |  |       |  |  |                                       |  |  |                                |  |
|                                               |                                           | Maddalena Sibilla di Sassonia-Weissenfels | Augusto di Sassonia-Weissenfels        |  |  |       |  |  |                                       |  |  |                                |  |
|                                               |                                           | Maddalena Sibilla di Sassonia-Weissenfels | Anna Maria di Meclemburgo-Schwerin     |  |  |       |  |  |                                       |  |  |                                |  |
|                                               |                                           | Maddalena Sibilla di Sassonia-Weissenfels |                                        |  |  |       |  |  |                                       |  |  |                                |  |